# Tijgergenet
De tijgergenet (Genetta tigrina) is een roofdier uit de familie van de civetkatachtigen (Viverridae).  

## Kenmerken
Ze hebben een lengte van 49-60 cm met een staartlengte van 42-54 cm en wegen ongeveer 1820 gram. Van de voortplanting is weinig bekend.

## Verspreiding
Deze soort komt voor in het zuiden van Afrika, in Zuid-Afrika en Lesotho.